# Michael Nyman
Pour les articles homonymes, voir Nyman.
Michael Nyman, né le 23 mars 1944 à Stratford (quartier du borough londonien de Newham), est un compositeur, pianiste, librettiste et musicologue britannique. Michal Nyman est essentiellement connu pour ses musiques de films, en particulier La Leçon de piano (Jane Campion), Bienvenue à Gattaca (Andrew Niccol), La Fin d'une liaison (Neil Jordan) et plusieurs films de Peter Greenaway. Il compose également pour le spectacle vivant, opéras ou ballets, ainsi que pour divers ensembles instrumentaux. Il a collaboré avec de nombreux artistes et musiciens dont Carsten Nicolai ou Damon Albarn, chanteur des groupes Blur et Gorillaz.

## Biographie
Michael Laurence Nyman suit des études supérieures de musique à la ACS Royal Academy of Music et au King's College de Londres, étudiant le piano, le clavecin, et la musique baroque anglaise, dont certains éléments se retrouveront dans ses compositions. Mélomane, il commence sa carrière en tant que critique musical, se mêlant tant de musique savante et expérimentale que de musique populaire ou de rock. Il est le premier à appliquer le terme minimalisme au domaine de la musique.
Il ne se tourne véritablement vers la composition qu'en 1976, avec une première expérience dans la musique de scène et un arrangement de chants populaires vénitiens pour une comédie de Goldoni. C'est également en 1976 qu'il crée son propre ensemble, qui, avant d'être The Michael Nyman Band, s'appelait The Campiello Band. Sa collaboration avec le cinéaste Peter Greenaway, amorcée par quelques courts métrages à la fin des années 1960, se concrétise réellement avec le film Meurtre dans un jardin anglais en 1982.
Son expression artistique s'est diversifiée depuis 2008, avec la publication d'un recueil de photographies, Sublime, et l'exposition de photographies et de courts métrages dans une galerie d'art anglaise.

## Musicologie
Ses recherches musicologiques aboutissent à la publication, en 1974, du livre Experimental Music - Cage and Beyond, ouvrage théorique qui fait autorité dans le domaine de la musique contemporaine.

## Composition

### Style
Sa musique trouve son inspiration dans la musique baroque anglaise et des compositeurs comme Haendel ou Purcell tout autant que dans la musique minimaliste ou répétitive de compositeurs contemporains comme Philip Glass, comme la longue pièce Memorial dans le film Le Cuisinier, le voleur, sa femme et son amant de Peter Greenaway.

### Opéra
Le premier opéra composé par Michael Nyman est L'Homme qui prenait sa femme pour un chapeau (The Man Who Mistook His Wife for a Hat), tiré du livre éponyme d'Oliver Sacks. Créé en 1986, cet opéra a pour thème l'identité et évoque le cas d'un homme atteint d'agnosie visuelle.
Sur le plan musical, Michael Nyman s'appuie sur le Lied de Schumann « Ich grolle nicht » et en propose une adaptation minimaliste.
En 2000, le nouvel opéra de Michael Nyman, Facing Goya, est créé. L’œuvre s'intéresse au thème du génie génétique et de ses évolutions majeures à la fin du XXe siècle, sujet duquel MIchael Nyman après avoir travaillé sur la musique de Bienvenue à Gattaca (1997). L'intrigue s'articule autour de la découverte du cadavre du peintre espagnol Francisco Goya et d'un projet de clonage de celui-ci.
La musique de Facing Goya est considérée comme accessible au grand public. Elle reprend également des éléments d'un opéra précédent, Visual Statistics. Si les critiques initiales se sont révélées mauvaises, certains chef d'orchestre estiment surtout que l'opéra est mal compris, en particulier son livret.

## Œuvres

### Musiques de films

#### Cinéma

##### Longs métrages
- 1976 : Keep It Up Downstairs (en) de Robert Young
- 1980 : The Falls de Peter Greenaway
- 1982 : Meurtre dans un jardin anglais (The Draughtsman's Contract) de Peter Greenaway
- 1983 : Frozen Music de Michael Eaton
- 1985 : Zoo (A Zed and two noughts) de Peter Greenaway
- 1987 : Le Miraculé de Jean-Pierre Mocky
- 1987 : Triple Assassinat dans le Suffolk (Drowning by Numbers) de Peter Greenaway
- 1989 : Monsieur Hire de Patrice Leconte
- 1989 : Le Cuisinier, le voleur, sa femme et son amant (The cook, the thief, his wife and her lover) de Peter Greenaway (incluant un Miserere)
- 1990 : Le Mari de la coiffeuse de Patrice Leconte
- 1990 : Men of Steel d'Agnieszka Piotrowska
- 1991 : Les Enfants volants de Guillaume Nicloux
- 1991 : Prospero's Books de Peter Greenaway
- 1992 : The Fall of Icarus de Jacques Bourton et Thomas De Norre
- 1993 : La Leçon de piano (The Piano) de Jane Campion
- 1994 : Mesmer de Roger Spottiswoode
- 1994 : À la folie de Diane Kurys
- 1995 : Carrington de Christopher Hampton
- 1995 : Anne no nikki de Akinori Nagaoka
- 1996 : Le Roi des aulnes (Der Unhold) de Volker Schlöndorff
- 1997 : Bienvenue à Gattaca (Gattaca) d'Andrew Niccol
- 1999 : Vorace (Ravenous) d'Antonia Bird
- 1999 : Wonderland de Michael Winterbottom
- 1999 : Nabbie no koi d'Yuji Nakae
- 1999 : La Fin d'une liaison (The End of the Affair) de Neil Jordan
- 2000 : Rédemption (The Claim) de Michael Winterbottom
- 2001 : Subterrain de Rupert Wyatt
- 2002 : 24 heures de la vie d'une femme de Laurent Bouhnik
- 2003 : Les Acteurs (The Actors) de Conor McPherson
- 2003 : Nathalie... d'Anne Fontaine
- 2004 : Luminal d'Andrea Vecchiato
- 2004 : Rochester, le dernier des libertins (The Libertine) de Laurence Dunmore
- 2005 : Jestem de Dorota Kedzierzawska
- 2007 : Never Forever de Gina Kim
- 2007 : Teresa, el cuerpo de Cristo de Ray Loriga
- 2009 : An Organization of Dreams de Ken McMullen
- 2010 : The Trip de Michael Winterbottom
- 2010 : Krokodyle de Stefano Bessoni
- 2012 : Elefante blanco de Pablo Trapero
- 2012 : Everyday de Michael Winterbottom
- 2013 : 2 Graves d'Yvonne Mc Devitt

##### Courts métrages
- 1924 : Charlot présente le ballet mécanique (1986)
- 1967 : 5 Postcards from Capital Cities
- 1976 : Goole by Numbers
- 1978 : Vertical Features Remake
- 1978 : 1-100
- 1979 : A Walk Through H: The Reincarnation of an Ornithologist
- 1981 : The Pledge
- 1981 : Zandra Rhodes
- 1981 : Terence Conran (documentaire)
- 1983 : Illusions (A Film About Solvent Abuse) (documentaire)
- 1983 : The Sea in Their Blood (documentaire)
- 1984 : Making a Splash
- 1985 : L'ange frénétique
- 1985 : The Kiss
- 1985 : Inside Rooms: 26 Bathrooms, London & Oxfordshire (documentaire)
- 1988 : Fear of Drowning
- 1989 : Hubert Bals Handshake
- 1997 : Anzar (documentaire)
- 2000 : That Sinking Feeling
- 2001 : Haute fidélité
- 2004 : Kiállítás
- 2005 : Close to Greenaway (documentaire)
- 2006 : Capturing 'The Libertine' (documentaire)
- 2007 : Ordinary Magic (documentaire)
- 2007 : Matt Sloan Becomes Mayor of French Town
- 2008 : Niendorf (The Damaged Piano)
- 2008 : Charon
- 2008 : Leonardo's Little Black Book (vidéo)
- 2010 : 200 años de mexicanos en movimiento
- 2010 : Cine Ópera
- 2012 : Irina

#### Télévision
- 1984 : The Cold Room de James Dearden
- 1989 : Habillage musical de la chaine de télévision La Sept, dont le générique d'ouverture et de fermeture d'antenne

### Musique instrumentale
- 1963 : Divertimento (flûte, hautbois et clarinette)
- 1965 : Canzona (flûte)
- 1974 : Bell Set No. 1 (percussion)
- 1976 : 1-100 (4-6 pianos)
- 1976 : (Première) Waltz in D
- 1976 : (Seconde) Waltz in F
- 1977 : In Re Don Giovanni (ensemble)
- 1978 : The Otherwise Very Beautiful Blue Danube Waltz (pianos)
- 1980 : A Neat Slice of Time (chœur)
- 1981 : Think Slow, Act Fast (ensemble)
- 1981 : M-Work
- 1981 : Two Violons
- 1982 : Four Saxes  (quatuor de saxophones)
- 1983 : A Handsome, Smooth, Sweet, Smart, Clear Stroke: Or Else Play Not At All (orchestre)
- 1983 : Time's Up (musique de chambre)
- 1983 : Love is Certainly, at Least Alphabetically Speaking (soprano et bande)
- 1984 : The Abbess of Andouillets (chœur)
- 1985 : Nose-List Song (soprano et orchestre)
- 1985 : String Quartet no 1
- 1988 : String Quartet no 2
- 1989 : Out of the Ruins (chœur)
- 1989 : The Fall of Icarus (bande)
- 1989 : L'Orgie parisienne Arthur Rimbaud  (pour soprano ou mezzo soprano et orchestre)
- 1990 : Shaping the Curve (saxophone soprano, quatuor à cordes ou piano)
- 1990 : Polish Love Song (soprano et piano)
- 1990 : String Quartet No. 3
- 1992 : Anne de Lucy Songs (soprano et piano)
- 1993 : Musique à grande vitesse (MGV)
- 1993 : Concerto pour piano (piano et orchestre)
- 1993 : Songs for Tony (quatuor de saxophones)
- 1995 : String Quartet No. 4
- 1997 : Strong on the Causes of Oaks (orchestre)
- 1997 : The Promise (piano)
- 2001 : A Dance He Little Thinks Of (orchestre)
- 2003 : Concerto pour violon (violon et orchestre)
- 2006 : Gdm for Marimba and Orchestra (concerto)
- 2006 : Acts of Beauty
- 2007 : Eight Lust Songs

### Opéra
- 1986 : L'Homme qui prenait sa femme pour un chapeau (The Man Who Mistook His Wife for a Hat)
- 1987 : Vital Statistics
- 2000 : Facing Goya
- 2003 : Man and Boy: Dada
- 2005 : Love Counts
- 1981-2001 : projet (en) à partir de Tristram Shandy de Laurence Sterne

### Danse
- 1991 : La Princesse de Milan de Karine Saporta devenu Noises, Sounds and Sweets Airs (opéra-ballet)

### Ludographie
- 1997 : Enemy Zero (Saturn)

### Publications
- Experimental Music: Cage and beyond, 1974, Cambridge University Press, 1999,  (ISBN 0521652979) ; rééd. Allia, 2005,  (ISBN 9791030407099).
- Sublime, Gardners Books, 2008,  (ISBN 978-0956294104)